# Jonathan Gay
Jonathan Gay (* 1967) ist ein US-amerikanischer Softwareunternehmer aus Nordkalifornien. 1993 hat er die Firma FutureWave Software mitbegründet und war für ein Jahrzehnt der führende Programmierer von Flash, dem Animationseditor für Webseiten. Später gründete er eine Firma für Energietechnik namens Software as Art, welche dann zu Greenbox umbenannt wurde.

## Jugend
Während er noch in der Highschool war, erhielt er eine Auszeichnung für das Programmieren auf einem Apple II. Als Gays Vater bei einer Gruppe von Macintosh-Benutzern von den Programmierfertigkeiten seines Sohnes Jonathan erzählte, wurde Charlie Jackson, der Gründer von Silicon Beach Software, auf ihn aufmerksam. In seinem Abschlussjahr der Highschool begann Gay für Silicon Beach zu programmieren. 1985 wurde mit dem Computerspiel Airborne! sein erstes Produkt veröffentlicht. Im College arbeitete er zusammen mit dem Gamedesigner Mark Pierce und programmierte Dark Castle und Beyond the Dark Castle.
Nachdem Gay seinen Abschluss am Harvey Mudd College in Clarement, Kalifornien erhalten hatte, arbeitete er hauptberuflich für Silicon Beach Software. Während seiner Anstellung entwickelte er erhebliche Features wie etwa Bézierkurven für Superpaint 2 und begann die Entwicklung von IntelliDraw, welches später von Aldus veröffentlicht wurde.

## FutureWave Software
1993 gründeten Gay und Jackson FutureWave Software, um Grafiksoftware für Pen Computing zu entwickeln, insbesondere für das Pen-Point-Betriebssystem, welches für die EO Personal Communicator verwendet wurde.
Zusammen mit dem Programmierer Robert Tatsumi vollendete er 1994 SmartSketch, ein vektorbasiertes Zeichenprogramm für Pen Point. Kurz darauf jedoch wurde das Betriebssystem stillgelegt, wodurch der Markt für SmartSketch verloren ging. Daraufhin wurde SmartSketch auf Windows und Macintosh portiert. Als 1995 das World Wide Web vorgestellt wurde, sah Gay jedoch das Potential der Idee, einen Editor zu entwickeln, der Animationen für Webseiten erstellen konnte. Die technologische Kern von SmartSketch wurde überholt, um das neue Produkt FutureSplash Animator zu entwickeln, welches Timeline Animation und ein Browserplugin für Netscape bot.
Der FutureSplash Animator wurde im Mai 1996 veröffentlicht.

## Macromedia
Als MSN und Disney für ihre Webseiten FutureSplash Animator verwendeten, wurde FutureWave Software von Macromedia aufgekauft. Nach dieser Aneignung 1996 wurde FutureSplash Animator zu Flash 1.0 umbenannt.

### Flash und Director
Da sich ihre Hauptprodukte der beiden Firmen, Macromedia Director und FutureSplash, in vielen Bereichen überdeckten, war der Aufkauf unerwartet. Bei beiden Produkten handelte es sich um Animationsprogramme, die einen Editor und ein Browserplugin boten. Als Webtechnologie hatte Flash den Vorteil einer bedeutend kleineren Runtime, auch die Lernkurve war aufgrund der niedrigeren Komplexität des Produkts wesentlich einsteigerfreundlicher. Director hingegen war ein Schwergewicht, welches über sechs Veröffentlichungen hinweg sehr komplex geworden ist. Außerdem war es ursprünglich für den CD-Rom-Markt gedacht.
Ursprünglich war das Flash Team von Macromedia eher klein und umfasste neben Gay und Tatsumi nur wenige Entwickler, im Gegensatz zum Director Team. In den folgenden Jahren wurde das Director Team jedoch langsam kleiner, während das Flash-Team rapide anwuchs, da Flash den Markt für webbasierte interaktive Medien dominierte. Macromedia versuchte daraufhin, Director als großen Bruder von Flash zu vermarkten, und dort anzubieten, wo Flash an seine Grenzen stößt. Der Erfolg von Director hielt sich jedoch in Grenzen. Für das Erstellen von Multimedia-CD-Roms war Director weiterhin eines der beliebtesten Tools, doch auch für diesen Zweck wurde teilweise Flash verwendet.

### Flash 1–4
Gay wurde Vizepräsident der Entwicklung von Macromedia und leitete das Flash-Entwicklungsteam im Macromedia-Hauptsitz in San Francisco. Obwohl er Vizepräsident war, beteiligte er sich weiterhin an der Programmierung. Er war verantwortlich für die Rasterung von Vektorgrafiken, von Pen-Computing inspirierten Zeichentools, und das Flash Player Netscape Plug-in. Tatsumi schrieb den Großteil des Userinterfaces für den Flash Editor. Während der früheren Releases waren nur wenige andere Entwickler an Flash beteiligt. Eine zu seiner Zeit wichtige Erweiterung für das Team war der Programmierer Gary Grossman, welcher ein ActionScript, ein Subset von JavaScript, für Flash 4 implementiert hat. Die daraus resultierenden Programmiermöglichkeiten erlaubten es Flash, für viele verschiedene Zwecke eingesetzt zu werden.

### Flash Video: Tin Can
Als das Entwicklerteam an Größe gewann und andere Entwickler vermehrt die Programmierung übernahmen, konnte Gay sich vermehrt auf einen höheren Level der Produktstrategie fokussieren. So leitete er Flash am Weg von einer Animationsengine zu einer vollwertigen Multimedia-Plattform.
Während der Entwicklung von Flash 5 setzte Gay für einige Monate bei den tagtäglichen Tätigkeiten des Flash-Teams aus, um über neue Projekte nachzudenken, welche für die Firma wichtig wären. Anstelle von Gay führte Peter Santangeli das Flash-Team für die Entwicklung von Flash 5 und Flash MX. Gay kehrte mit Ideen zu einer neuen Art von Webapplikationen zurück, welche Kommunikation, Zusammenarbeit und das von ihm selbst benannte „Online Storytelling“ ermöglichen. Er sah im Erfolg des Flash Players die Gelegenheit, seine neuen Kommunikationstechnologien zu verbreiten.
Um diese Vision umzusetzen, gründete er ein neues Team mit dem Codenamen "Tin Can", eine Anspielung auf Schnurtelefone. Dieses Team arbeitete zusammen mit dem Flash Team, um für den Flash Player Echtzeitvideo- und Audiotechnologie zu integrieren. Die erste Version wurde im März 2002 als Teil des Macromedia Flash Player 6 veröffentlicht. Gleichzeitig entwickelte das Tin Can Team den Flash Communication Server (später umbenannt zu Flash Media Server), welcher mit dem Flash Player über ein das neue Echtzeitprotokoll RTMP kommunizierte. Tin Can konnte sowohl für einfache Anwendungsfälle wie das Streamen von Videos, als auch für Komplizierteres wie Systeme für Videokonferenzen verwendet werden.
Der neue Flashplayer mit Videofunktionalität wurde schnell zu der beliebtesten Methode, um Videos im Internet einzubinden. Durch die Verbreitung des Flashplayers konnte Flash Video ein großes Problem von konkurrierenden Produkten, nämlich die Notwendigkeit eines zusätzlichen Browserplugins, umgehen. Weitere Vorteile von Flash Video waren das Ausbleiben des damals bei Webvideos typischen Chromrahmens, und die Anpassbarkeit des Interfaces, mit welcher Webentwickler ihre eigenen stilisierten Videoplayer implementieren konnten. Flash Video ist eine sehr verbreitete Technologie, um Videos im Webbrowser abzuspielen, wird aber langsam durch HTML5 ersetzt.

### Breeze
Ben Dillon und Peter Santangeli gründeten bei Macromedia das Breeze Team, um eine Enterpriselösung für Webkonferenzen, E-Learning und Kollaboration zusätzlich zum Flash Media Server zu entwickeln. Gay war dabei Entwicklungsleiter und Produktvisionär für die Webkonferenz-Elemente des Produkts, "Breeze Live". Trotz der möglicherweise revolutionären Kommunikationsmöglichkeiten des Flash Media Servers, blieb ein großer Erfolg anfangs aus. Macromedia wollte Breeze nutzen, um dem Flash Media Server Impuls zu geben. Sie wollten zeigen, welche Applikationen der Flash Media Player ermöglichte, wollten ein neues Geschäftsmodell kennenlernen, und die Schwierigkeiten verstehen, welche bei der Entwicklung von Applikationen mit dem Flash Media Server entstehen konnten.
Mithilfe der Technologie von Presedia konnte Breeze nun Microsoft-PowerPoint-Präsentationen zu Flash-SFW Dateien-konvertieren, welche im Web angezeigt werden konnten. Breeze bot des Weiteren "Breeze Live", ein Konferenzsystem über den Flash Media Server, welches Audio- und Videokonferenzen, ein gemeinsames Whiteboard, Screensharing und das gemeinsame Betrachten von Präsentationen ermöglichte. Nachdem Macromedia von Adobe Systems aufgekauft worden war, wurde Breeze als Adobe Connect fortgeführt.

### Erfolg von Flash
Bis 2001 arbeiteten 50 Entwickler an Flash, 500.000 Entwickler verwendeten es, und der Flash Player hatte über 325 Millionen Benutzer.
Eine Umfrage in 2007 zeigte, dass weltweit auf 96 % der internetfähigen Computer Flash installiert war.

## Zeit nach Macromedia
Am 18. April 2005 kündigte Adobe Systems Inc. den Erwerb von Macromedia an. Gay entschied sich, einen anderen Weg einzuschlagen, und verließ Macromedia im Dezember 2005.

### Software as Art
Im August 2006 gründete Gay gemeinsam mit drei anderen ehemaligen Mitgliedern der Flash- und Breeze-Teams, ein neues Softwareunternehmen, Software as Art. Die Firma entwickelt Energietechniklösungen für Haushalte.

### Silver Spring Networks
Im Oktober 2009 wurde das mittlerweile als Greenbox bekannte Unternehmen von Silver Spring Networks aufgekauft.

### Austritt aus der IT-Branche
Im Mai 2010 leitete er einen kleinen Betrieb, der Weiderindfleisch direkt verkaufte.